# Dobrodružství s jaguáry
Dobrodružství s jaguáry (v anglickém originále Jaguar Adventure with Nigel Marven) je britský dokumentární cyklus z roku 2008. Průvodcem je Nigel Marven, který se v dokumentu vydává do mokřin Pantanalu, aby zahlédl tady volně žijící jaguáry. Neomezuje se ale jen na ně, představuje i řadu jiných živočichů (kajmany, pásovce, kapybary či hady). Poslední díl je speciálně věnován vzpomínkám z dobrodružství. Seriál byl vyroben společností Tigress Productions pro kanál Five ve Spojeném království. Ve Spojených státech amerických cyklus vysílal National Geographic Channel.